# Abigail Amos
Abigail Amos (* 11. Dezember 1996) ist eine britische Tennisspielerin.

## Karriere
Abigail Amosspielt bisher vor allem auf der ITF Women’s World Tennis Tour, auf der sie bislang zwei Doppeltitel gewinnen konnte.

## Turniersiege

### Doppel
| Nr. | Datum            | Turnier  | Kategorie | Belag     | Partnerin        | Finalgegnerinnen                    | Ergebnis          |
| --- | ---------------- | -------- | --------- | --------- | ---------------- | ----------------------------------- | ----------------- |
| 1.  | 7. Oktober 2023  | Monastir | ITF W15   | Hartplatz | Marente Sijbesma | Flavie Brugnone Astrid Lew Yan Foon | 6:4, 6:1          |
| 2.  | 14. Oktober 2023 | Monastir | ITF W15   | Hartplatz | Marente Sijbesma | Xenia Bandurowska Marija Berhen     | 1:6, 6:2, [12:10] |